# Данилова, Анастасия Олеговна
Анастасия Олеговна Данилова (род. 11 марта 1970, Якутск) — российская балерина, солистка Новосибирского театра оперы и балета. Заслуженная артистка Российской Федерации (2001).

## Биография
Родилась 17 марта 1970 года в Якутске.
В 1988 году окончила Новосибирское государственное хореографическое училище (класс А. В. Никифировой), после чего была принята в труппу Новосибирского оперного театра.
Гастролировала с театральной труппой в Португалии, Испании, Аргентине, Голландии, Германии, Египте, Таиланде, Китае, где исполняла сольные и ведущие партии.
В 2000 году в составе труппы российских артистов балета гастролировала в Англии по индивидуальному приглашению.

## Репертуар
- «Жизель» А. Адана — Жизель
- «Щелкунчик» П. Чайковского — Мари
- «Спящая красавица» П. Чайковского — Принцесса Флорина
- «Тысяча и одна ночь» Ф. Амирова — Шахерезада
- «Легенда о любви» А. Меликова — Ширин
- «Спартак» А. Хачатуряна — Фригия
- «Юнона и Авось» А. Рыбникова — Кончита
- «Carmina Burana» К. Орфа — Девушка
- «Шопениана» на музыку Ф. Шопена — Солистка
- «Sonata» на музыку Д. Скарлатти — Солистка
- «Коппелия» Л. Делиба — Сванильда[2]